# Corcu Baiscind
Los Corcu Baiscind fueron un antiguo grupo o reino en Irlanda perteneciente al pueblo Érainn en el antiguo reino de Munster, en lo que es ahora el sur del condado de Clare . Descendían de Cairpre Baschaín, hijo de Conaire Cóem, un Rey Supremo de Irlanda. Estaban estrechamente relacionados con los Múscraige y los Corcu Duibne, ambos en Munster, y también con los Dál Riata de Ulster y Escocia, todos pertenecientes a los Síl Conairi de la leyenda. Un antepasado más lejano era el monarca legendario Conaire Mór, hijo de Eterscél, hijo de Íar, hijo de Deda mac Sin.
Los Corcu Baiscind fueron finalmente absorbidos por el Reino de Thomond bajo los Dál gCais.
Entre sus casas se cuentan los O'Baskin, MacDermot y O'Donnell/MacDonnell. Los MacMahon de Dál gCais, se convirtieron en Señores de Corcu Baiscind tras la conquista.